# Масис (слово)
Масис (арм. Մասիս) — армянское слово, название (или составная часть названия) нескольких гор.

## Этимология
По мнению А. П. Новосельцева, слово «Масис» имеет иранское происхождение, и само по себе означает «великий, большой», в смысле «высочайшая» (гора), так как по-среднеперсидски «масист» — «самый большой».
Армянская народная этимология, приводимая Мовсесом Хоренаци в «Истории Армении», возводит «Азат Масис» к имени легендарного армянского царя Амасии. По мнению Джеймса Расселла, его имя в народной этимологии происходит от названия города Амасья. Существуют и другие трактовки.

## В мифологии
В армянской мифологии слово ассоциировалось прежде всего с горой Арарат. Так, в одном из мифов повествуется о ссоре горы Масис с сестрой Арагац, из-за чего они были разлучены. Масис считался обиталищем змей и вишапов. В мифологической трактовке на вершине Масиса обитал царь змей, и раз в семь лет все змеи округи являлись к нему.

## Употребление
Традиционно слово «Масис» применялось при наименовании нескольких гор:
- Масис — армянское название горы Арарат и её составляющих: «Азат Масис» («Свободный, Большой Масис» — Большой Арарат) и «Покр Масис» («Малый Масис» — Малый Арарат, также «Сис», арм. Սիս)[2]
- Некс Масис — армянское название горы Сюпхан[2]
- Масис — армянское название горы Джуди-даг[2]